# Finn Alnæs
Finn Alnæs (ur. 20 stycznia 1932 w Bærum, zm. 3 listopada 1991 w Lillehammer) – norweski pisarz i dziennikarz. 
Uczęszczał do prywatnego gimnazjum Theodora Haagaasa, następnie studiował dramat w Wielkiej Brytanii. W 1963 zadebiutował powieścią Koloss. W powieściach swoich poruszał tematykę współczesną, koncentrując się często na problemie wypierania wartości duchowych przez materialne. Pisał również eseje dotyczące literatury, teatru oraz zagadnień społecznych.
Alnæs był dwa razy nominowany do Nagrody Literackiej Rady Nordyckiej, w 1964 za Koloss oraz w 1969 za Gemini. W 1993 Koloss został sfilmowany przez Witolda Leszczyńskiego.

## Twórczość
- 1963 Koloss: Brage Bragessons skrift (powieść)
- 1968 Gemini (powieść)
- 1971 Festningen faller (powieść)
- 1972 På frihetens pinebenk: en prosess (powieść)
- 1976 Naturkatedral: en opplevelse i ord og bilder
- 1976 Svart snø eller samvern: dokumentarbok fra en brytningstid
- 1978 Musica (powieść)
- 1982 Dynamis (powieść)
- 1992 Restdjevelens karneval (powieść, wydana pośmiertnie)

## Przekłady
Na język polski zostały przetłumaczone dwie powieści Alnæsa: Kolos. Zapiski Bragego Bragessona, w przekładzie J. Giebułtowicz, Warszawa 1967 oraz Musica w przekładzie A. Marciniakówny, Warszawa 1989.